# SIE London Studio
SIE London Studio est le plus grand studio de développement interne de Sony Interactive Entertainment en Europe. Fondé en 1993, le studio est installé dans un immeuble de 7 étages construit pour l'occasion dans le quartier de Soho, à Londres.
Les différentes équipes de développement comprennent la Team Soho (à l'origine de The Getaway), l'équipe de R&D ayant créé EyeToy, ainsi que d'autres groupes de recherche et développement spécialisés dans la production de jeux pour PlayStation et d'outils de développement à destination des autres studios du groupe.
En février 2024, Sony annonce le licenciement de 900 personnes ainsi que la fermeture du studio, qui ferme officiellement trois mois plus tard.

## Jeux développés
| Titre                                   | Année de sortie | Plates-formes                       |
| --------------------------------------- | --------------- | ----------------------------------- |
| Total NBA 96                            | 1995            | PlayStation                         |
| Total NBA 97                            | 1996            | PlayStation                         |
| Porsche Challenge                       | 1997            | PlayStation                         |
| Spice World                             | 1998            | PlayStation                         |
| Blast Radius                            | 1998            | PlayStation                         |
| Turbo Prop Racing                       | 1998            | PlayStation                         |
| Le Monde Des Bleus                      | 1999            | PlayStation                         |
| Kingsley's Adventure                    | 1999            | PlayStation                         |
| Le Monde Des Bleus 2                    | 2000            | PlayStation                         |
| Team Buddies                            | 2000            | PlayStation                         |
| Le Monde des Bleus 2002                 | 2001            | PlayStation 2                       |
| Le Monde des Bleus 2003                 | 2002            | PlayStation 2                       |
| Dropship: Force Alliée pour la Paix     | 2002            | PlayStation 2                       |
| The Getaway                             | 2002            | PlayStation 2                       |
| Hardware: Online Arena                  | 2003            | PlayStation 2                       |
| EyeToy: Play                            | 2003            | PlayStation 2                       |
| Le Monde Des Bleus: Nouvelle Génération | 2004            | PlayStation 2                       |
| Le Monde des Bleus 2005                 | 2004            | PlayStation 2                       |
| EyeToy: Groove                          | 2004            | PlayStation 2                       |
| SingStar                                | 2004            | PlayStation 2                       |
| The Getaway: Black Monday               | 2004            | PlayStation 2                       |
| SingStar Party (en)                     | 2004            | PlayStation 2                       |
| EyeToy: Chat                            | 2005            | PlayStation 2                       |
| World Tour Soccer                       | 2005            | PlayStation Portable                |
| SingStar Pop                            | 2005            | PlayStation 2                       |
| EyeToy: Play 2                          | 2005            | PlayStation 2                       |
| Fired Up                                | 2005            | PlayStation Portable                |
| EyeToy: Play 3                          | 2005            | PlayStation 2                       |
| SingStar '80s                           | 2005            | PlayStation 2                       |
| EyeToy: Kinetic                         | 2005            | PlayStation 2                       |
| EyeToy: Operation Spy                   | 2005            | PlayStation 2                       |
| EyeToy: Kinetic Combat                  | 2006            | PlayStation 2                       |
| EyeToy: Play Sports                     | 2006            | PlayStation 2                       |
| Passport to...                          | 2006            | PlayStation Portable                |
| SingStar Rocks!                         | 2006            | PlayStation 2                       |
| SingStar Anthems                        | 2006            | PlayStation 2                       |
| Gangs of London                         | 2006            | PlayStation Portable                |
| SingStar Legends                        | 2006            | PlayStation 2                       |
| World Tour Soccer 2                     | 2006            | PlayStation Portable                |
| SingStar Pop Hits                       | 2007            | PlayStation 2                       |
| SingStar 90s                            | 2007            | PlayStation 2                       |
| SingStar Amped                          | 2007            | PlayStation 2                       |
| SingStar Rock Ballads                   | 2007            | PlayStation 2                       |
| Aqua Vita                               | 2007            | PlayStation 3                       |
| SingStar R&B                            | 2007            | PlayStation 2                       |
| Beats                                   | 2007            | PlayStation Portable                |
| SingStar                                | 2007            | PlayStation 3                       |
| SingStar Summer Party                   | 2008            | PlayStation 2                       |
| SingStar Vol. 2                         | 2008            | PlayStation 3                       |
| SingStar ABBA                           | 2008            | PlayStation 2, PlayStation 3        |
| SingStar Vol. 3                         | 2008            | PlayStation 3                       |
| PlayStation Home                        | 2008            | PlayStation 3                       |
| SingStar Queen                          | 2009            | PlayStation 3                       |
| SingStar Pop Edition                    | 2009            | PlayStation 3                       |
| SingStar Motown                         | 2009            | PlayStation 3                       |
| Eyepet                                  | 2009            | PlayStation 3, PlayStation Portable |
| SingStar Take That                      | 2009            | PlayStation 3                       |
| SingStar Guitar                         | 2010            | PlayStation 3                       |
| SingStar Dance                          | 2010            | PlayStation 3                       |
| DanceStar Party                         | 2011            | PlayStation 3                       |
| EyePet & Friends                        | 2011            | PlayStation 3                       |
| Wonderbook                              | 2011            | PlayStation 3                       |
| DanceStar Party Hits                    | 2012            | PlayStation 3                       |
| SingStar Celebration                    | 2017            | PlayStation 4                       |
| Blood and Truth                         | 2019            | PlayStation VR                      |

## Jeux annulés ou en suspens
- Eight Days (en) sur PlayStation 3[3]
- The Getaway 3 sur PlayStation 3[3]